# Список наград и номинаций Мари Краймбрери
Список наград и номинаций российской певицы Мари Краймбрери включает все премии и номинации, полученные ею с начала музыкальной карьеры в 2012 году.

## Общественные награды

### «Золотой граммофон»
«Золотой граммофон» — одна из самых главных церемоний музыкальных наград России и хит-парад Русское Радио. Мари Краймбрери была награждена статуэткой «Золотого граммофона» четыре раза
| Год  | Работа                                | Результат | Ист.  |
| ---- | ------------------------------------- | --------- | ----- |
| 2020 | «Пряталась в ванной»                  | Победа    | [ 1 ] |
| 2021 | «Океан»                               | Победа    | [ 2 ] |
| 2023 | «Иначе всё это зря»                   | Победа    |       |
| 2024 | «It's my life» совместно с Дима Билан | Победа    |       |

### MTV

#### MTV Europe Music Awards
В октябре 2021 года впервые была номинирована на одну из премий телеканала MTV — MTV Europe Music Awards в номинации «Лучший российский исполнитель».
| Год  | Номинация                       | Номинант        | Результат | Ист.  |
| ---- | ------------------------------- | --------------- | --------- | ----- |
| 2021 | «Лучший российский исполнитель» | Мари Краймбрери | Номинация | [ 3 ] |

#### «MTV Россия»
В декабре 2021 года Мари Краймбрери, наряду с ещё 9 музыкантами признана «Музыкантом года» по версии телеканала «MTV Россия».
| Год  | Номинация       | Номинант        | Результат | Ист.  |
| ---- | --------------- | --------------- | --------- | ----- |
| 2021 | «Музыкант года» | Мари Краймбрери | Победа    | [ 4 ] |

### Премия «МУЗ-ТВ»
В 2019 году Краймбрери сделала большой рывок в карьере певицы и в честь этого была номинирована на премию «МУЗ-ТВ» в номинации «Прорыв года». В 2021 номинирована уже в качестве лучшей исполнительницы.
| Год  | Номинация                   | Работа                                     | Результат | Ист.        |
| ---- | --------------------------- | ------------------------------------------ | --------- | ----------- |
| 2019 | «Прорыв года»               | —                                          | Номинация | [ 5 ]       |
| 2021 | «Лучшая исполнительница»    | —                                          | Номинация | [ 6 ] [ 7 ] |
| 2024 | «Лучшее танцевальное видео» | «Мне так повезло»                          | Номинация |             |
| 2024 | «Лучшая песня»              | «Мне так повезло»                          | Номинация |             |
| 2024 | «Лучшая песня»              | «Случилась осень»                          | Номинация |             |
| 2024 | «Лучшее лирическое видео»   | «Случилась осень»                          | Победа    |             |
| 2024 | «Лучший альбом»             | «Почему у меня нет парня»                  | Номинация |             |
| 2024 | «Лучшее концертное шоу»     | «ВТБ Арена»                                | Номинация |             |
| 2024 | «Лучшая исполнительница»    | —                                          | Номинация |             |
| 2025 | «Лучшее видео»              | «It's My Life» (совместно с Димой Биланом) | Победа    |             |
| 2025 | «Лучшее танцевальное видео» | «It's My Life» (совместно с Димой Биланом) | Номинация |             |
| 2025 | «Лучшая коллаборация»       | «It's My Life» (совместно с Димой Биланом) | Номинация |             |
| 2025 | «Лучшая песня»              | «It's My Life» (совместно с Димой Биланом) | Номинация |             |
| 2025 | «Лучшая песня»              | «Нравится жить»                            | Номинация |             |
| 2025 | «Лучшая исполнительница»    | —                                          | Победа    |             |

### Prague Independent Film Festival
В 2021 году музыкальный видеоклип Мари Краймбрери «Пряталась в ванной», срежиссированный российским клипмейкером Serghey Grey победил в международном кинофестивале Prague Independent Film Festival, проводящемся ежегодно в Праге.
| Год  | Номинация                  | Работа               | Результат | Ист.  |
| ---- | -------------------------- | -------------------- | --------- | ----- |
| 2021 | «Лучшее музыкальное видео» | «Пряталась в ванной» | Победа    | [ 8 ] |

### «Яндекс Музыка»
В 2021 году по версии музыкального сервиса компании «Яндекс» — «Яндекс Музыка» признана певицей года.
| Год  | Номинация     | Результат | Ист.  |
| ---- | ------------- | --------- | ----- |
| 2021 | «Певица года» | Победа    | [ 9 ] |

### Премия RU.TV
В 2021 году Мари номинирована на российскую музыкальную премию RU.TV в номинации «Лучшая певица». В 2022 году сразу в пяти номинациях, в двух из которых одержала победу.
| Год  | Номинация                       | Работа                                    | Результат | Ист.   |
| ---- | ------------------------------- | ----------------------------------------- | --------- | ------ |
| 2021 | «Лучшая певица»                 | —                                         | Номинация | [ 10 ] |
| 2022 | «Лучший дуэт»                   | «Как дела, малыш?» (совместно со Звонким) | Победа    | [ 11 ] |
| 2022 | «Лучший видеоклип»              | «Как дела, малыш?» (совместно со Звонким) | Номинация | [ 11 ] |
| 2022 | «Звезда танцпола»               | —                                         | Номинация | [ 11 ] |
| 2022 | «Фан или профан»                | —                                         | Номинация | [ 11 ] |
| 2022 | «Дуэты Билана»                  | «Ты не моя пара»                          | Победа    | [ 11 ] |
| 2023 | «Лучший альбом»                 | Нас узнает весь мир (Part 2)              | Победа    |        |
| 2024 | «Лучшая певица»                 | —                                         | Победа    |        |
| 2024 | «Лучшая песня»                  | «Мне так повезло»                         | Номинация |        |
| 2024 | «Лучшее сольное концертное шоу» | шоу «Имя собственное»                     | Победа    |        |

### «Российская национальная музыкальная премия»
В 2021 году Марина Жадан была номинирована впервые на «Российскую национальную музыкальную премию» сразу в трёх номинациях с одной композицией «Самолёт».
| Год  | Номинация         | Работа    | Результат | Ист.   |
| ---- | ----------------- | --------- | --------- | ------ |
| 2021 | «Певица года»     | «Самолёт» | Номинация | [ 12 ] |
| 2021 | «Композитор года» | «Самолёт» | Номинация | [ 12 ] |
| 2021 | «Поэт года»       | «Самолёт» | Номинация | [ 12 ] |

### «ЖАРА»

#### «ЖАРА Music Awards»
Премия «ЖАРА Music Awards» проводится ежегодно международным музыкальным фестивалем «Жара». Марина была номинирована на премию несколько раз в различных номинациях.
| Год  | Номинация           | Работа                                        | Результат | Ист.   |
| ---- | ------------------- | --------------------------------------------- | --------- | ------ |
| 2019 | «Лучший альбом»     | «Переобулась»                                 | Победа    | [ 13 ] |
| 2020 | «Self-made артист»  | —                                             | Победа    |        |
| 2021 | «Певица года»       | —                                             | Номинация | [ 14 ] |
| 2021 | «Женское видео»     | «Океан»                                       | Номинация | [ 14 ] |
| 2021 | «Коллаборация года» | «Медляк» (совместно с HammAli)                | Номинация | [ 14 ] |
| 2022 | «Певица года»       | —                                             | Победа    | [ 15 ] |
| 2022 | «Коллаборация года» | «Ты не моя пара» (совместной с Димой Биланом) | Номинация | [ 15 ] |
| 2022 | «Видео года»        | «Ты не моя пара» (совместной с Димой Биланом) | Номинация | [ 15 ] |
| 2022 | «Альбом года»       | «Нас узнает весь мир (Part 1)»                | Номинация | [ 15 ] |
| 2022 | «Женское видео»     | «Самолёт»                                     | Победа    | [ 15 ] |
| 2022 | «Фан-клуб года»     | —                                             | Номинация | [ 15 ] |

#### «ЖАРА Media Awards»
| Год  | Номинация             | Номинант        | Результат | Ист.   |
| ---- | --------------------- | --------------- | --------- | ------ |
| 2022 | «Digital-певица года» | Мари Краймбрери | Победа    | [ 16 ] |

### Love Radio Awards
Love Radio Awards — одна из самых первых музыкальных премий, заметивших творчество певицы. Премия выдаётся российской музыкальной радиостанцией, основанной Игорем Крутым — Love Radio.
| Год  | Номинация       | Работа                                       | Результат | Ист.   |
| ---- | --------------- | -------------------------------------------- | --------- | ------ |
| 2018 | «Лучшая певица» | —                                            | Победа    | [ 17 ] |
| 2018 | «Концерт года»  | «AMORE»                                      | Номинация | [ 17 ] |
| 2019 | «Лучшая певица» | —                                            | Номинация | [ 18 ] |
| 2019 | «Дуэт года»     | «Золото» (совместно с KARTASHOW)             | Победа    | [ 18 ] |
| 2019 | «Концерт года»  | «Мелкая здесь»                               | Победа    | [ 18 ] |
| 2021 | «Лучшая певица» | —                                            | Победа    | [ 19 ] |
| 2021 | «Лучший клип»   | «Ты не моя пара» (совместно с Димой Биланом) | Победа    | [ 19 ] |
| 2021 | «Дуэт года»     | «Как дела, малыш?» (совместно со Звонким)    | Победа    | [ 19 ] |

### ZD Awards
Звуковая дорожка (позднее известная также как ZD Awards) — ежегодная премия в области популярной музыки. В 2018 году номинирована в номинации «Прорыв года».
| Год  | Номинация     | Номинант        | Результат | Ист.          |
| ---- | ------------- | --------------- | --------- | ------------- |
| 2018 | «Прорыв года» | Мари Краймбрери | Номинация | [ 20 ] [ 21 ] |

### «Больше чем звёзды»
Премия «Больше чем звёзды» ежегодно вручается журналом OK! с 2016 года. В 2018 году журнал номинировал Жадан в номинацию в области музыки «Новые лица», в которой певица одержала победу; в 2021 году уже номинирована как «Главный герой» той же области.
| Год  | Номинация               | Номинант        | Результат | Ист.   |
| ---- | ----------------------- | --------------- | --------- | ------ |
| 2018 | «Новые лица. Музыка»    | Мари Краймбрери | Победа    | [ 22 ] |
| 2021 | «Главные герои. Музыка» | Мари Краймбрери | Номинация | [ 23 ] |
| 2022 | «Главные герои. Музыка» | Мари Краймбрери | Номинация |        |

### Top Hit Music Awards
Премия Top Hit Music Awards в 2021 году номинировала Мари Краймбрери в специальной номинации Fonmix, которой награждаются исполнители, чьи песни чаще всего звучали в плейлистах музыкального оформления бизнеса за год.
| Год  | Номинация | Номинант        | Результат | Ист.   |
| ---- | --------- | --------------- | --------- | ------ |
| 2020 | «Fonmix»  | Мари Краймбрери | Победа    | [ 24 ] |

### Glamour

#### Glamourженщины года
Ранее Краймбрери уже была номинирована на одну из премий журнала Glamour (Glamour Influencer Awards). 24 октября 2021 года женский журнал открыл голосование на свою ежегодную премию «Женщина года», в одной из номинации которой присутствовала Мари.
| Год  | Номинация     | Номинант        | Результат | Ист.   |
| ---- | ------------- | --------------- | --------- | ------ |
| 2021 | «Певица года» | Мари Краймбрери | Номинация | [ 25 ] |

#### GlamourInfluencers Awards
Премия Glamour Influencers Awards проводится ежегодно журналом Glamour.
| Год  | Номинация | Номинант        | Результат | Ист.   |
| ---- | --------- | --------------- | --------- | ------ |
| 2021 | #PROMUSIC | Мари Краймбрери | Номинация | [ 26 ] |

### «Песня года»
Выпустив хит «Океан» 24 июля 2020 года, который держался в чарте TopHit 58 недель, Мари Краймбрери также одержала победу на российском телевизионном фестивале «Песня года». В 2021 году совместная песня «Как дела, малыш?» с российским певцом Звонким аналогично одержала победу.
| Год  | Работа                                       | Результат |
| ---- | -------------------------------------------- | --------- |
| 2020 | «Океан»                                      | Победа    |
| 2021 | «Как дела, малыш?» (совместно со Звонким)    | Победа    |
| 2022 | «Ты не моя пара» (совместно с Димой Биланом) | Победа    |

### YouTube
Всего Мари Краймбрери получала одну награду от YouTube — серебряную кнопку, которую дают за достижение в 100 000 и более подписчиков. Награда была получена в 2021 году.

## Рейтинги
| Год  | Издание     | Рейтинг                                   | Место | Ист.   |
| ---- | ----------- | ----------------------------------------- | ----- | ------ |
| 2020 | «Культура»  | «Самый популярный российский исполнитель» | 10    | [ 27 ] |
| 2020 | «ТНТ Music» | «Лучший русскоязычный артист 2020 года»   | 4     | [ 28 ] |
| 2021 | «ТНТ Music» | «Лучший русскоязычный артист 2021 год»    | 6     | [ 29 ] |